# 格列米亚奇耶农村居民点
格列米亚奇耶农村居民点（俄语：Гремяченское сельское поселение）是俄罗斯联邦沃罗涅日州霍霍利斯基区所属的一个农村居民点。其下辖有4个居民点，行政中心为格列米亚奇耶。据2016年统计，该农村居民点的人口为4660人。